# Jeff Johnson (Countrymusiker)
Jeff David Johnson (* 1942 in Galesburg, Illinois; † 26. Januar 2010) war ein US-amerikanischer Rockabilly- und Country-Musiker. Er ist vor allem für seine Version des Jimmie-Skinner-Songs Doin‘ My Time bekannt.

## Leben
Jeff Johnson wurde in den frühen 1940er-Jahren in Illinois geboren. Da er jedoch an Bronchitis litt, zog die Familie mit Johnson im Alter von zwei Jahren nach Tucson, Arizona, wo ein trockeneres Klima vorherrschte. Von seiner Familie wurde Johnson zur Musik gebracht und seine Mutter brachte ihm das Singen bei. Mit elf Jahren erlernte er Gitarre zu spielen. Als starken Einfluss gab Johnson vor allem Johnny Cash an. Als dessen Debütsingle Hey Porter / Cry! Cry! Cry! 1955 erschien, war Johnson sofort fasziniert von Luther Perkins‘ Stil und begann, die Songs nachzuspielen.
Ende der 1950er-Jahre machte Johnson seinen ersten Auftritt und während seiner Zeit in der High School schrieb er 1958 sein erstes Lied. Johnson war jedoch äußerst schüchtern und spielte demnach wenig live, selbst in seiner späteren professionellen Karriere.
1962 traf Johnson in einem Plattenladen den Unternehmer A.C. Keener, der Johnson das Angebot eröffnete, ihn Platten einspielen zu lassen. Kurz danach spielte Johnson in einem kleinen Studio Doin‘ My Time und That Little Girl of Mine ein. Doin‘ My Time war klar von Johnny Cashs Version aus dem Jahre 1957 inspiriert und wurde nur von dem Gitarristen Lamont McConnel begleitet, der versuchte, Luther Perkins‘ Stil zu kopieren. Johnson unterstützte ihn mit einem bemerkenswerten Spiel auf der Rhythmusgitarre. Veröffentlicht gegen Ende des Jahres erhielt die Single gute Reviews und verkaufte sich auch gut. Jedoch konnte Johnsons Manager Keener nicht den Anfragen an Platten nachkommen sowie die Platte nicht vermarkten. Der Song blieb daher nur lokal ein Erfolg.
Seine nächste Single erfuhr das gleiche Pech. Die beiden selbstgeschriebenen Songs Flight 404 und Movies #2 (eine Parodie auf Buck Owens‘ Act Naturally) wurden diesmal von einer ganzen Band begleitet. Trotzdem die Single wieder kein Hit wurde, gelang es Johnson zu seiner Freude aber, mehrmals sein Idol Johnny Cash zu treffen, der mehrmals in Tucson spielte.
Zu diesem Zeitpunkt war Johnson in und um Tucson bereits sehr bekannt und er erhielt die Gelegenheit, eine weitere Single für Dewl Records aufzunehmen. Wieder von seiner Band begleitet kam die Platte diesmal in Kalifornien und Las Vegas zu Erfolg. Ein nationaler Hit blieb jedoch aus. In den späten 1960er-Jahren konzentrierte Johnson sich daher – trotz seiner Schüchternheit – auf Tourneen, bei denen er auch Stars wie David Houston, Leroy Van Dyke, Marion Worth und Chuck Berry begleitete. Seine letzten Aufnahmen machte Johnsons als Gitarrist in Jerry Haymes‘ Band.
Johnson versuchte danach, einen Plattenvertrag bei RCA Victor zu bekommen, die jedoch ablehnten. Er gab dann Mitte der 1970er-Jahre seine Karriere aufgrund der Misserfolge auf und komponierte Werbesongs für Radiosender.
In den letzten Jahren hatte Johnson verschiedene gesundheitliche Probleme, arbeitete aber gleichzeitig in seinem eigenen kleinen Studio. Er starb 2010 im Alter von 68 Jahren.

## Diskografie
| Jahr | Titel                                               | Label #        |
| ---- | --------------------------------------------------- | -------------- |
| 1962 | Doin‘ My Time / That Little Girl of Mine            | Reneek KRL 116 |
| 1963 | Flight 404 / Movies No.2                            | Reneek KRL 122 |
|      | I Said It and I’m Glad / What’s Our World Coming To | Dewl 4268      |